# ETV3L
ETV3L (англ. ETS variant 3 like) – білок, який кодується однойменним геном, розташованим у людей на 1-й хромосомі. Довжина поліпептидного ланцюга білка становить 361 амінокислот, а молекулярна маса — 39 948.
| 10         |  | 20         |  | 30         |  | 40         |  | 50         |
| ---------- |  | ---------- |  | ---------- |  | ---------- |  | ---------- |
| MHCSCLAEGI |  | PANPGNWISG |  | LAFPDWAYKA |  | ESSPGSRQIQ |  | LWHFILELLQ |
| KEEFRHVIAW |  | QQGEYGEFVI |  | KDPDEVARLW |  | GRRKCKPQMN |  | YDKLSRALRY |
| YYNKRILHKT |  | KGKRFTYKFN |  | FSKLIVVNYP |  | LWEVRAPPSP |  | HLLLGAPALC |
| RPALVPVGVQ |  | SELLHSMLFA |  | HQAMVEQLTG |  | QQTPRGPPET |  | SGDKKGSSSS |
| VYRLGSAPGP |  | CRLGLCCHLG |  | SVQGELPGVA |  | SFTPPLPPPL |  | PSNWTCLSGP |
| FLPPLPSEQQ |  | LPGAFKPDIL |  | LPGPRSLPGA |  | WHFPGLPLLA |  | GLGQGAGERL |
| WLLSLRPEGL |  | EVKPAPMMEA |  | KGGLDPREVF |  | CPETRRLKTG |  | EESLTSPNLE |
| NLKAVWPLDP |  | P          |  |            |  |            |  |            |

A: Аланін

C: Цистеїн

D: Аспарагінова кислота

E: Глутамінова кислота

F: Фенілаланін

G: Гліцин

H: Гістидин

I: Ізолейцин

K: Лізин

L: Лейцин

M: Метіонін

N: Аспарагін

P: Пролін

Q: Глутамін

R: Аргінін

S: Серин

T: Треонін

V: Валін

W: Триптофан

Задіяний у таких біологічних процесах, як транскрипція, регуляція транскрипції. 
Білок має сайт для зв'язування з ДНК. 
Локалізований у ядрі.